# Cystodermella cinnabarina
Cystodermella cinnabarina (Johannes Baptista von Albertini și Lewis David de Schweinitz, 1805 ex Harri Harmaja, 2002), sin. Cystoderma cinnabarina (Johannes Baptista von Albertini și Lewis David de Schweinitz, 1805 ex Victor Fayod, 1889), Lepiota cinnabarina (Johannes Baptista von Albertini și Lewis David de Schweinitz, 1805 ex Petter Adolf Karsten, 1879), din încrengătura Basidiomycota,  în familia Agaricaceae și de genul Cystodermella este o specie de ciuperci regional răspândită, saprofită ce descompune materia organică moartă și comestibilă. O denumire populară nu este cunoscută. Bureții trăiesc în România, Basarabia și Bucovina de Nord solitar sau în grupuri mici în pădurile de conifere, foioase și cele mixte în primul rând pe lemn în putrefacție de brad, pin, stejar și castan comestibil, dar, de asemenea, printre mușchi, iarbă și așternut de frunze, uneori chiar și pe dâmburi de moloz recultivate. Se dezvoltă de la câmpie la munte din (iunie) iulie până în toamna târziu.

## Taxonomie

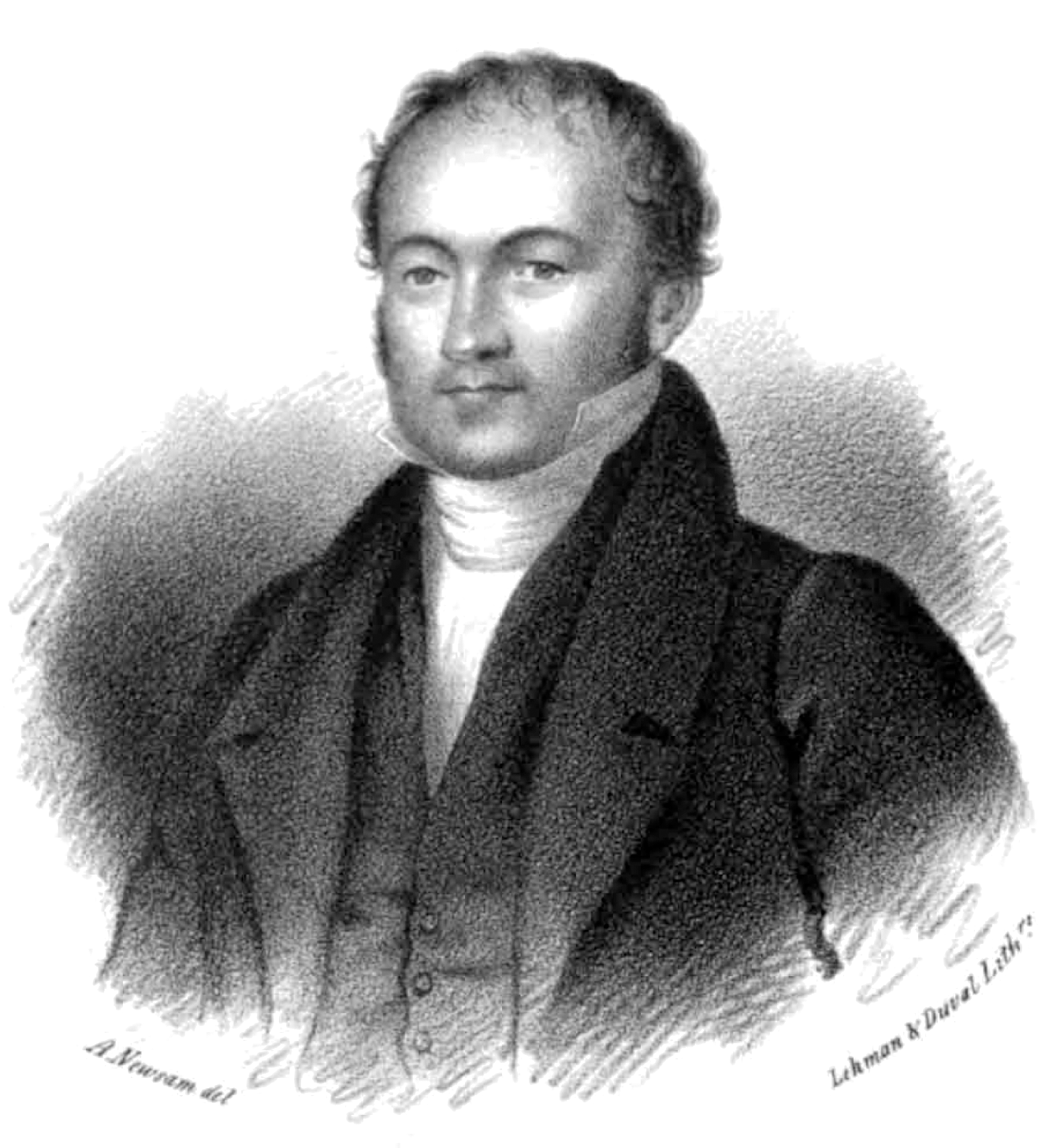
L. D. de Schweinitz

Numele binomial a fost determinat de micologii austro-americani Johannes Baptista von Albertini (1769-1831) și Lewis David de Schweinitz (1780-1834) drept Agaricus granulosus var. cinnabarinus în cartea lor Conspectus fungorum in Lusatiae Superioris agro Niskiensi crescentium, e methodo Persooniana din 1805.
Numele curent valabil (2021) este Cystodermella cinnabarina transferat de micologul finlandez Harri Harmaja (n. 1944) la genul Cystodermella creat tot de el, de verificat în volumul 42 al jurnalului micologic Karstenia din 2002.
Dintre diferiții taxoni propagați și cu toții acceptați sinonim, doi se găsesc în cărți micologice destul de des, anume Lepiota cinnabarina a lui Petter Adolf Karsten din 1879,  și, mai mult, Cystoderma cinnabarinum al micologului elvețian Victor Fayod (1860-1900) din 1889.
Epitetul este derivat din cuvântul latin (latină cinnamum= scorțișoară, derivat din acesta: latină cinnabarinus=cinabru), datorită aspectului pălăriei.

## Descriere

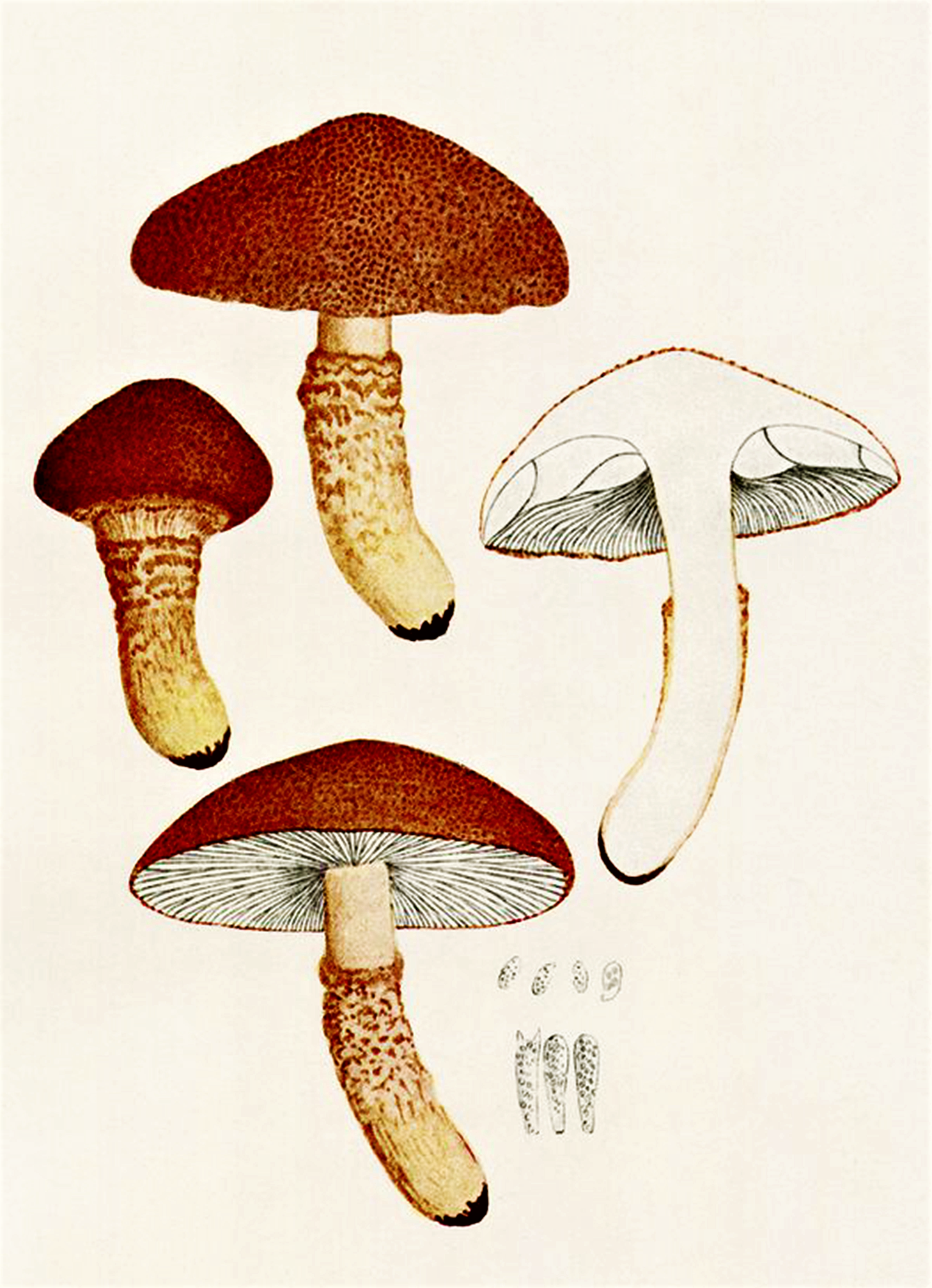
Bres.: Lepiota cinnabarina

- Pălăria: are un diametru de 3-7 (9) cm, este destul de cărnoasă, inițial boltită rotunjor, apoi aplatizată, niciodată cu o cocoașă, cu marginea slab franjurată albicios care devine la bătrânețe puțin ondulată. Cuticula mată, catifelat-granulară, spre centru adesea acoperită de solzișori fini, are un colorit variabil care poate fi cinabru, portocaliu-maroniu, de culoare somon până la galben-roz sau roz-bej, depinde de variație.
- Lamelele: albicioase și fărâmicioase, destul de subțiri și înghesuite, uneori ceva ondulate, bifurcate și cu lameluțe intercalate de lungime diferită, sunt rotunjit aderate la picior cu un aspect aproape liber. În tinerețe, spațiul între pălărie și picior este acoperit de un văl parțial fin și alb.
- Piciorul: dezvoltă o lungime de 4-9 cm, având un diametru de  0,5-1,2 cm, este ceva fibros și elastic, cilindric, spre bază adesea îngroșat și mereu plin pe dinăuntru. Prezintă un inel albicios, inițial bine dezvoltat, pielos, ascendent și solzos care însă dispare aproape complet la maturitate. Coloritul este deasupra manșetei mai mult sau mai puțin neted și palid roz, iar pe dedesubtul al ei, tija este presărată cu solzi/granule brun-roșiatice până palid brune pe fund mai deschis, uneori suprafața este chiar și complet brun-roșiatică (depinde de variație).
- Carnea: este destul de cărnoasă și moale, slab fibroasă și elastică în picior, albicioasă, deschis maronie până palid brun-roșiatică, având un miros plăcut, puțin de ciuperci, precum un gust blând, dar nespecific.[3][4]
- Caracteristici microscopice: sporii ovoidali, netezi și mici, sunt hialini, (translucizi) granulați în interior, neamilozi (nu se decolorează cu reactivi de iod), având o mărime de 3,5-5 x 2,5-3,5 microni. Amprenta lor este albă. Basidiile în formă de măciucă poartă câte 2-4 sterigme fiecare și măsoară (17) 20-25 x 4-5 microni. Prezintă cheilocistide (elemente sterile situate pe muchia lamelor) în formă de suliță cu structuri cristaline incrustate precum pleurocistide (elemente sterile situate în himenul de pe fețele lamelor) mari. Ambele lipsesc la cele mai multe alte specii ale genului.[10]
- Reacții chimice: nu sunt cunoscute.[11]

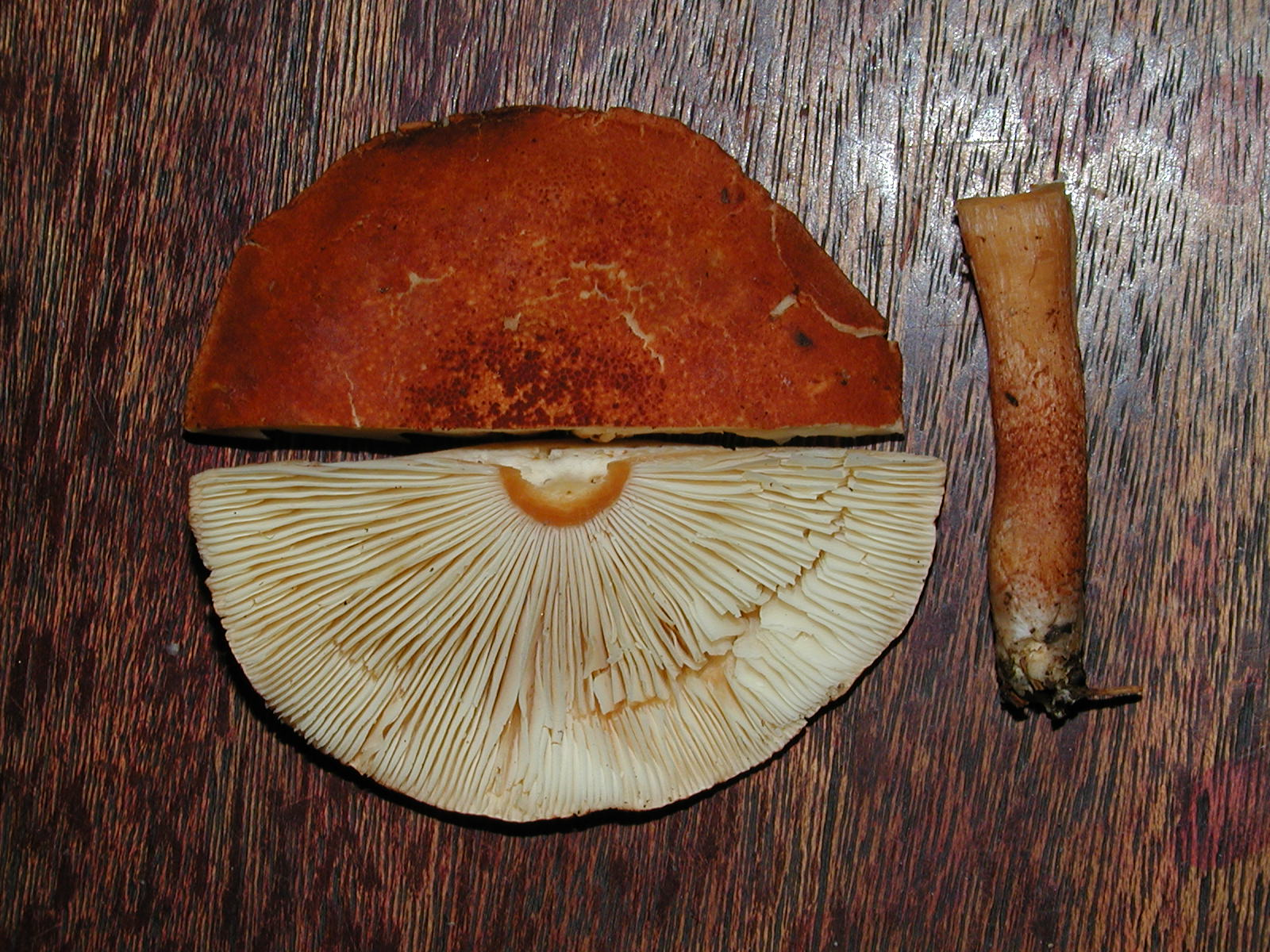
C. cinnabarina, pălărie, lamele și picior
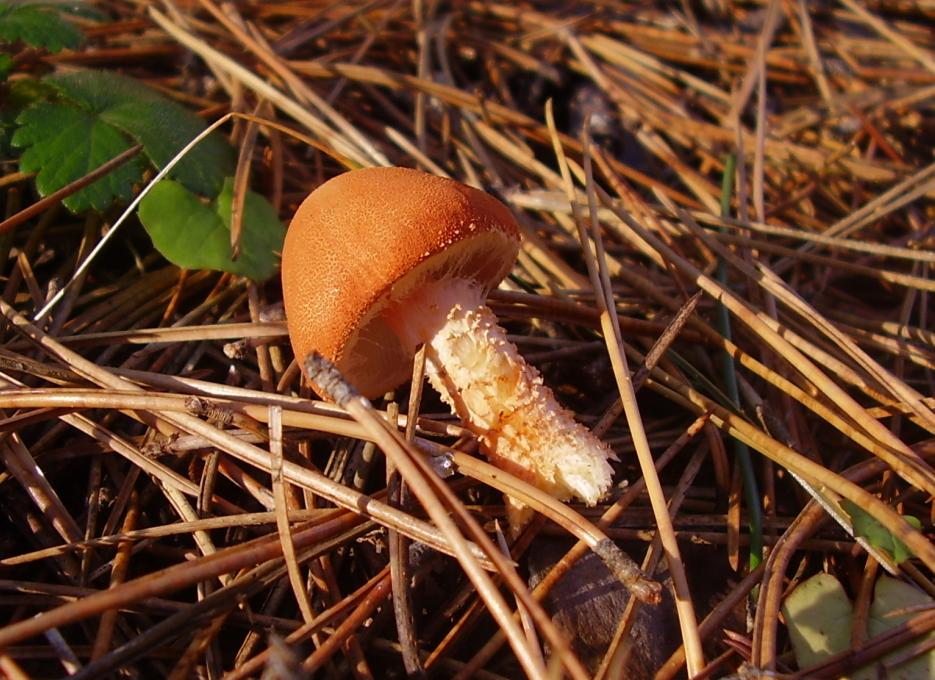
C. cinnabarina tânără
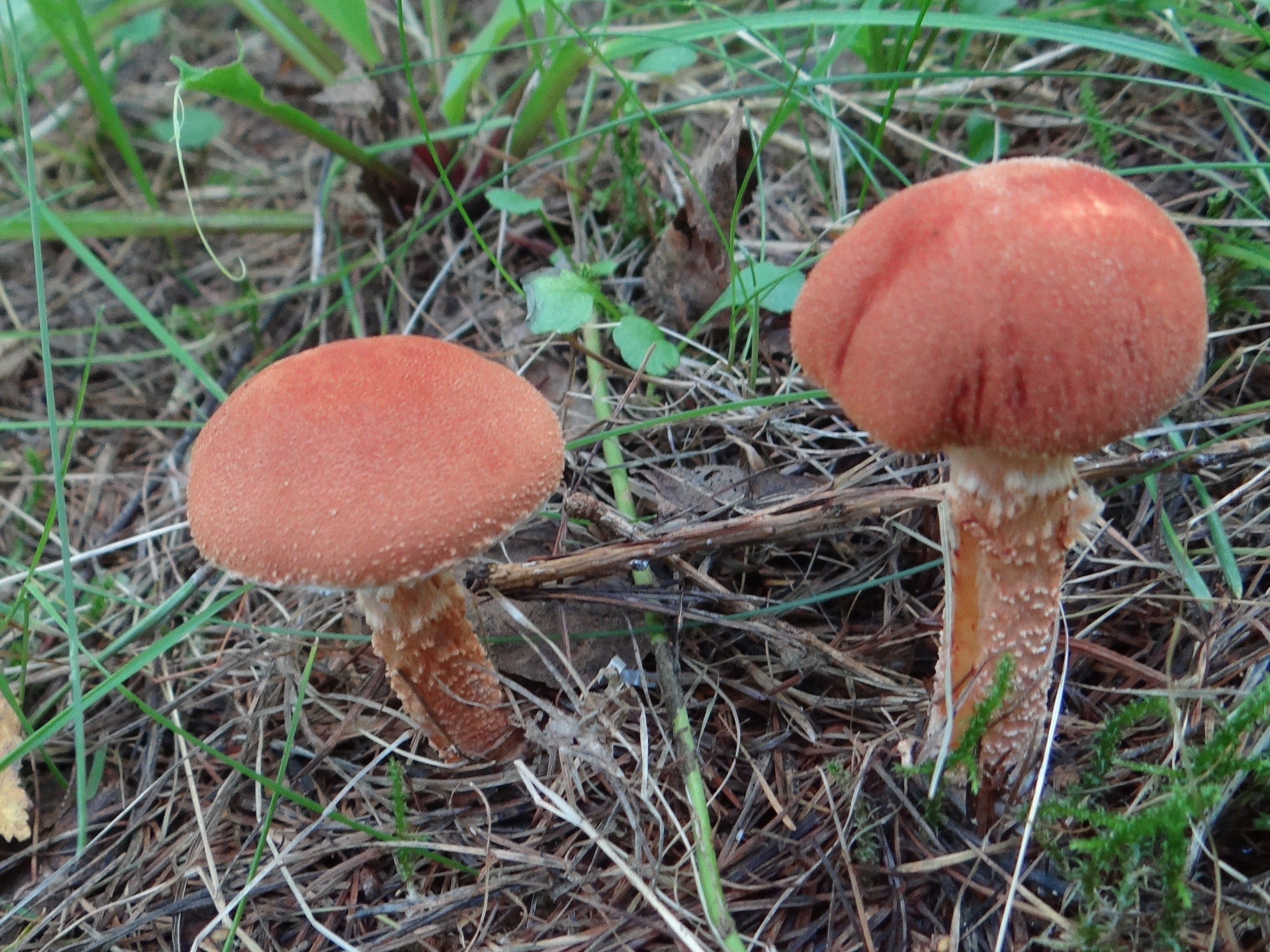
C. cinnabarina mai tinere, aspect lateral
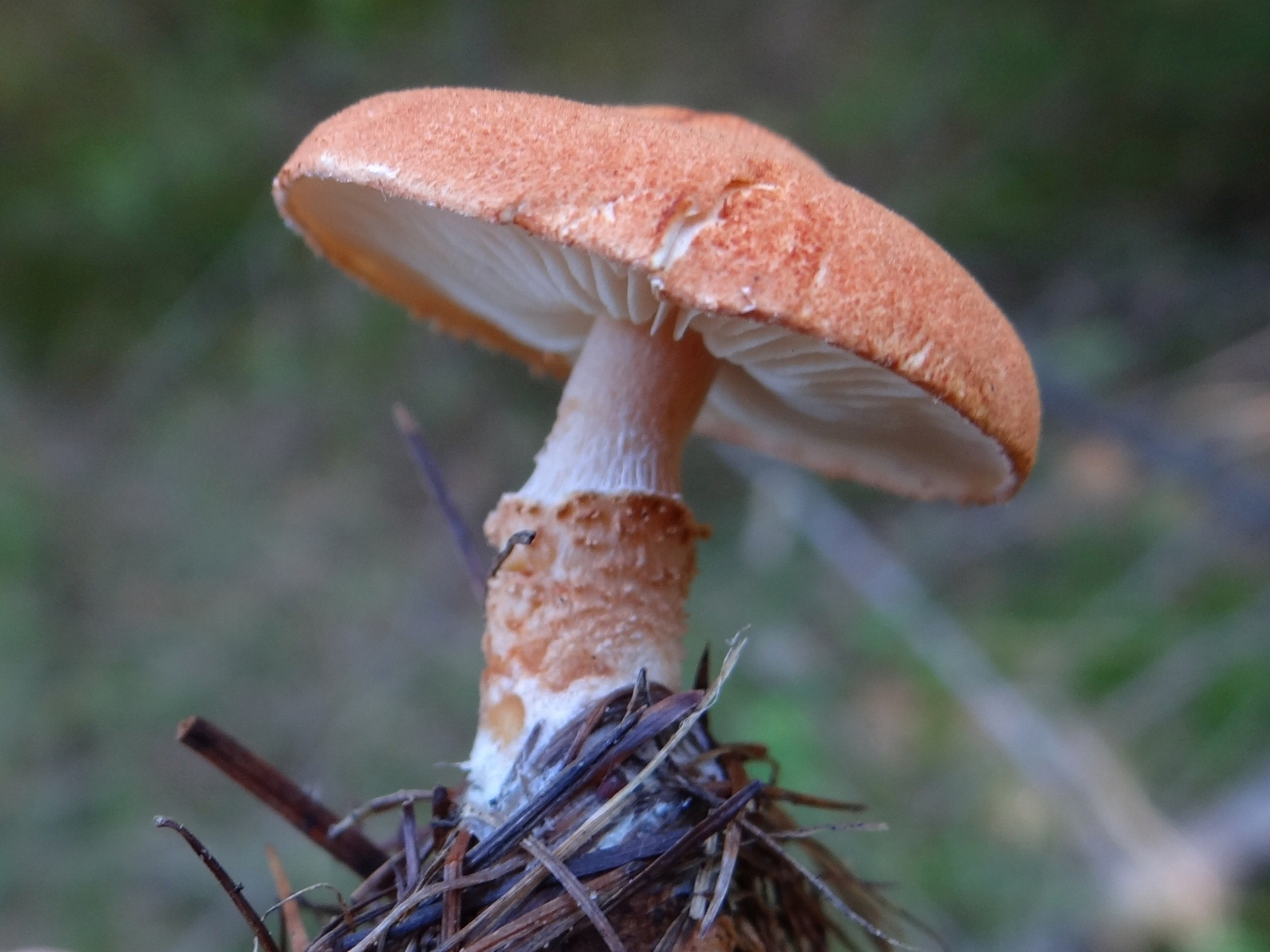
C. cinnabarina var. claricolor
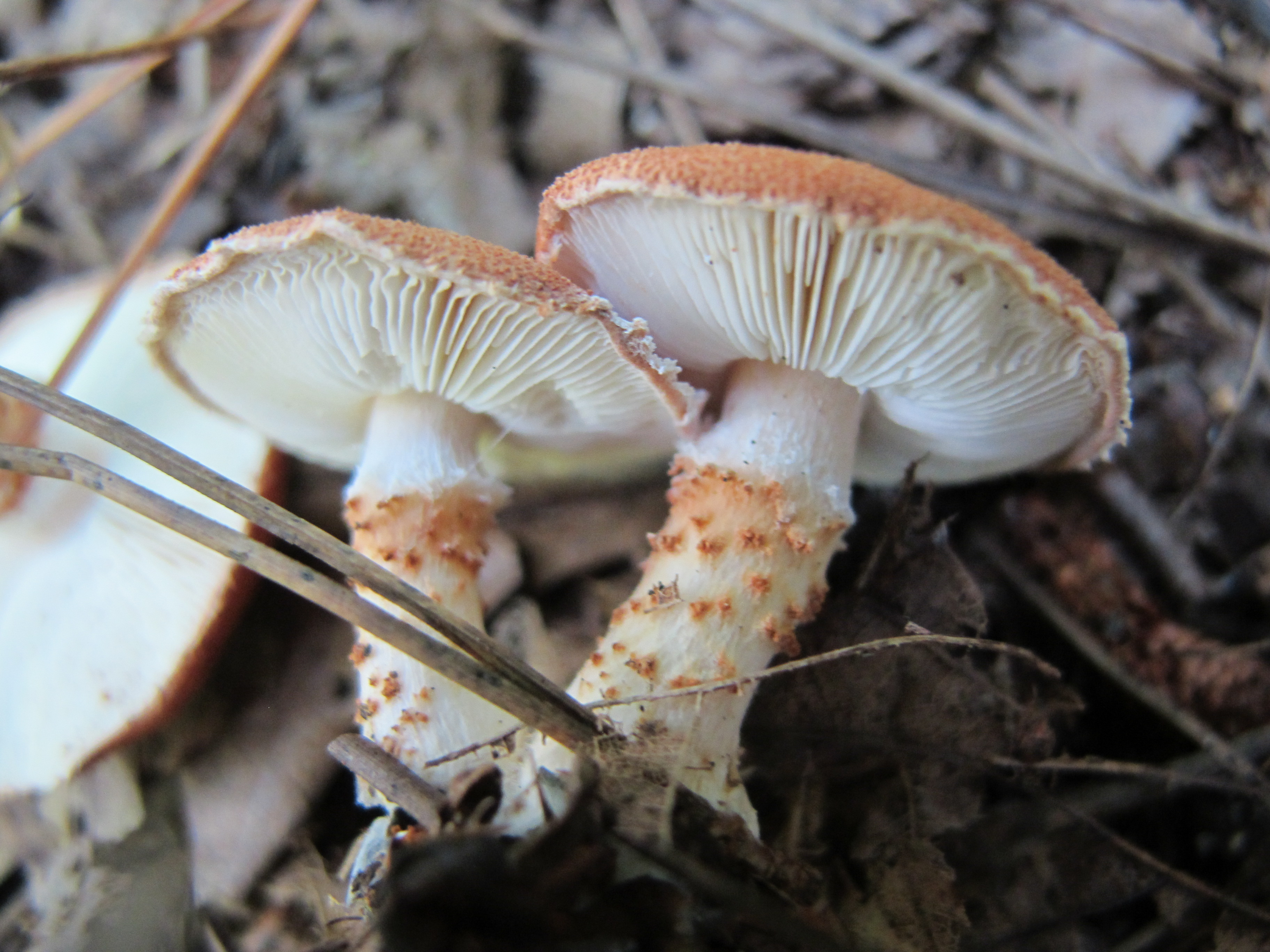
C. cinnabarina var. claricolor, lamele și picior

## Confuzii
Cystodermella cinnabarina poate fi confundată de exemplu cu Cystoderma amianthinum (comestibil), Cystoderma carcharias (necomestibil), Cystoderma fallax  (comestibil), Cystodermella granulosa (necomestibil), Cystoderma jasonis (comestibil), Cystoderma superbum (necomestibil), Lepiota castanea (letală), Lepiota boudieri (otrăvitoare), Lepiota clypeolaria (otrăvitoare), Lepiota helveola (letală) sau Lepiota subincarnata (letală).

## Specii asemănătoare în imagini

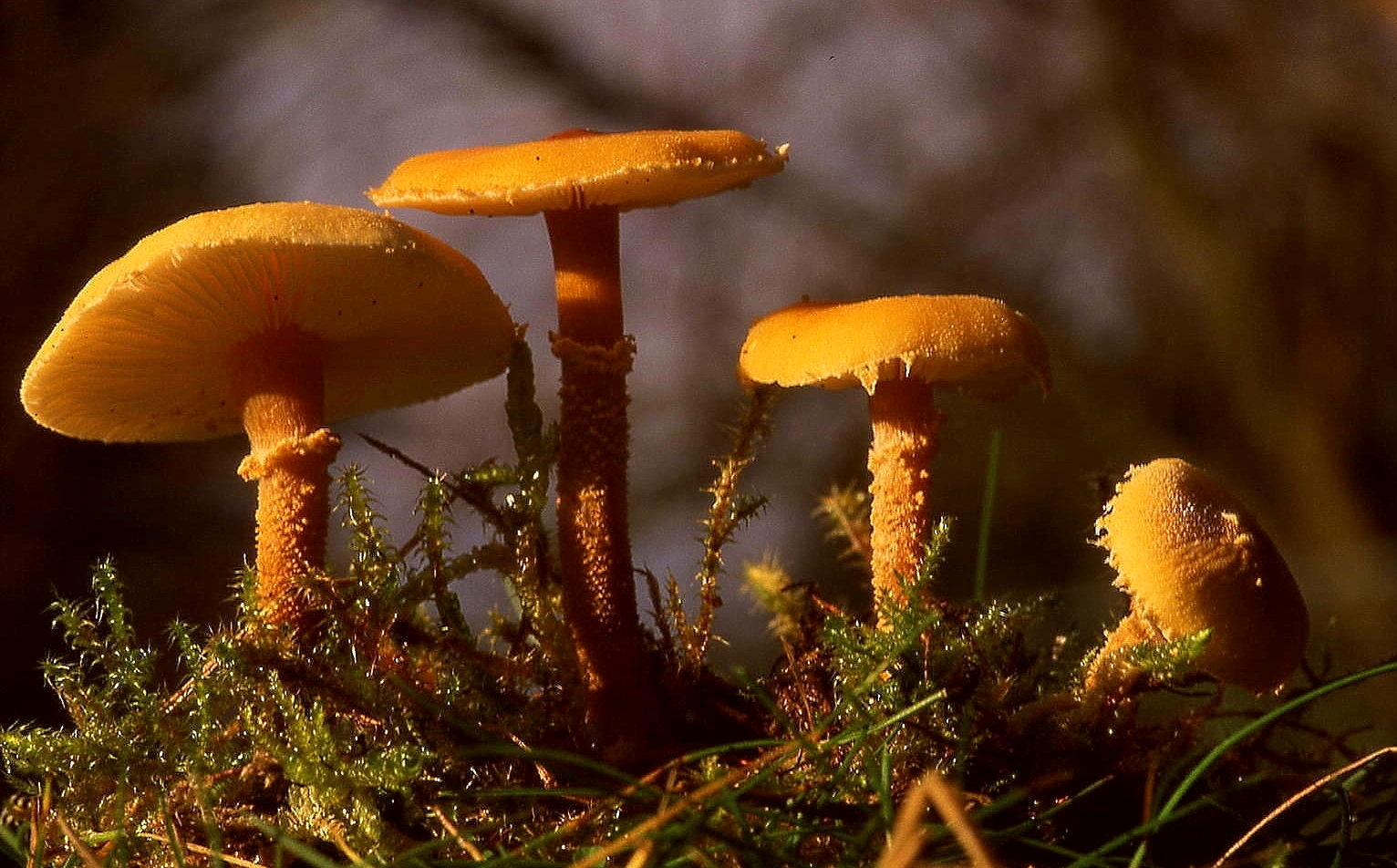
Cystoderma amianthinum
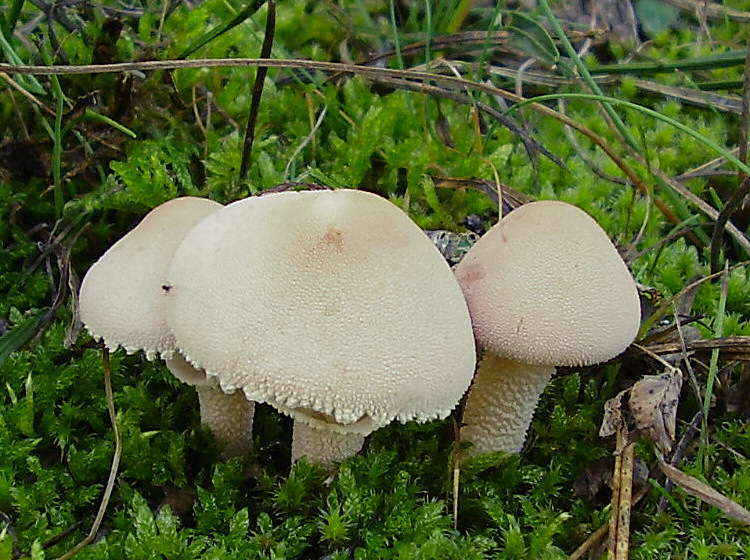
!Cystoderma carcharias!
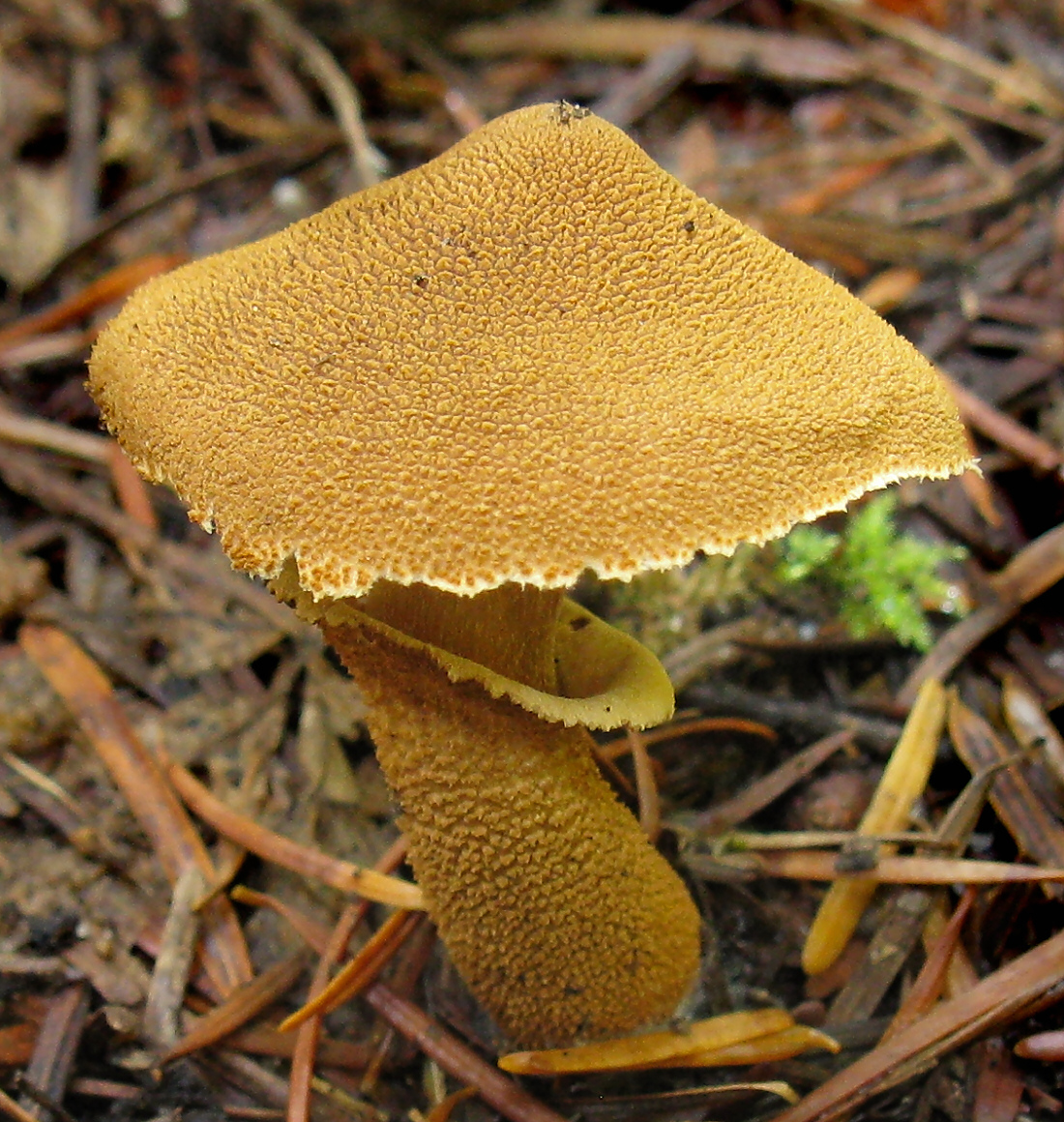
Cystoderma fallax
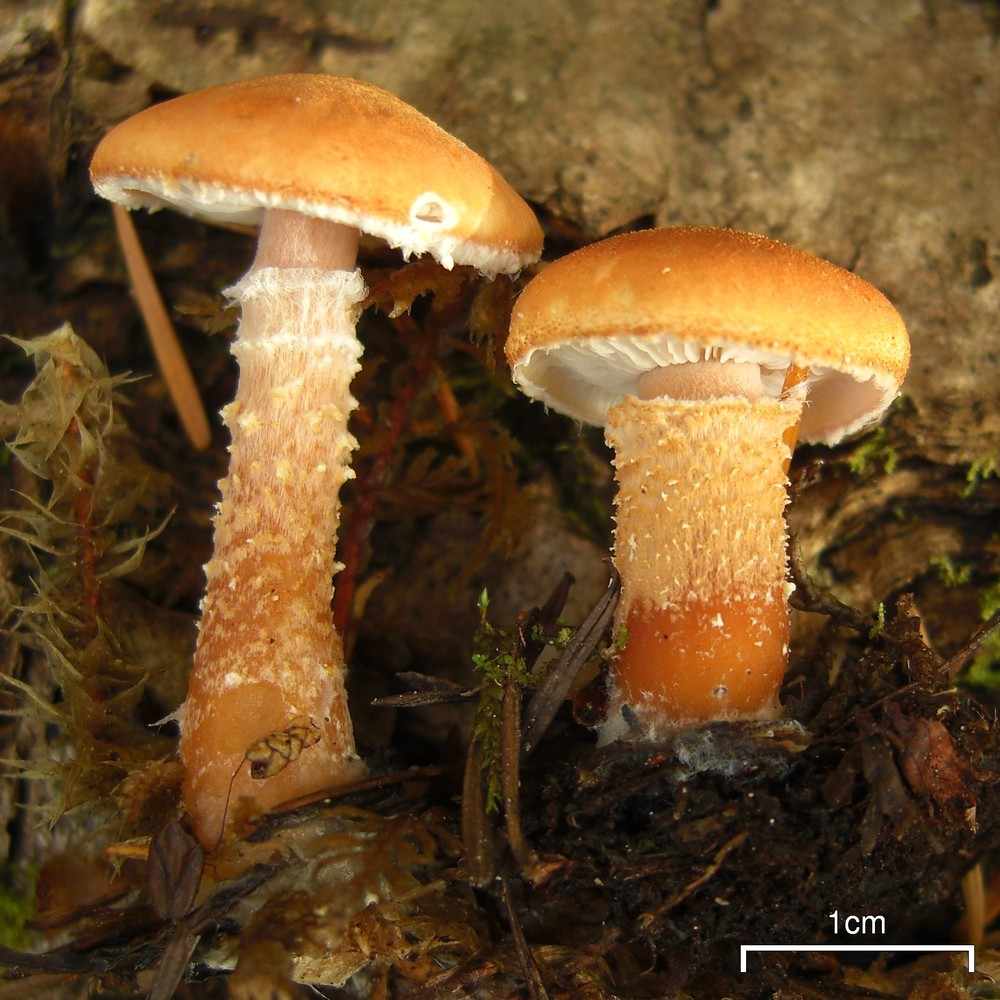
!Cystoderma granulosa!
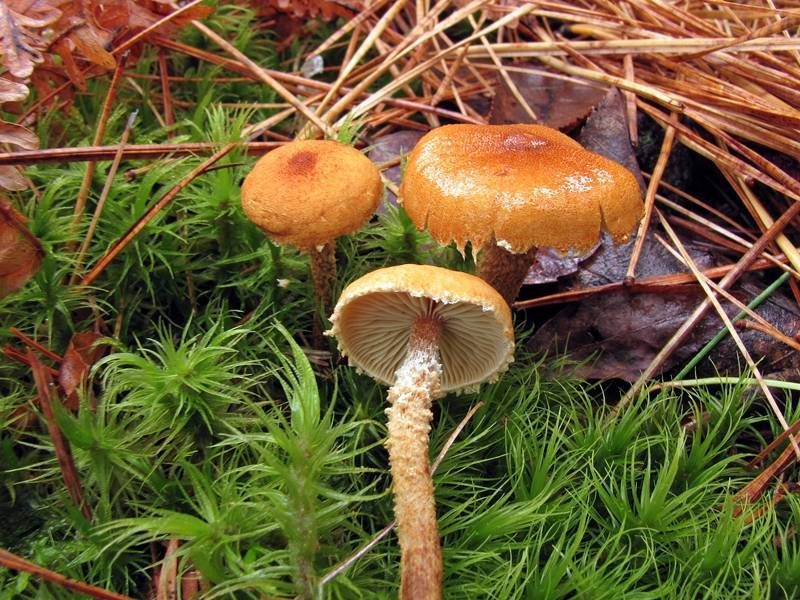
Cystoderma jasonis
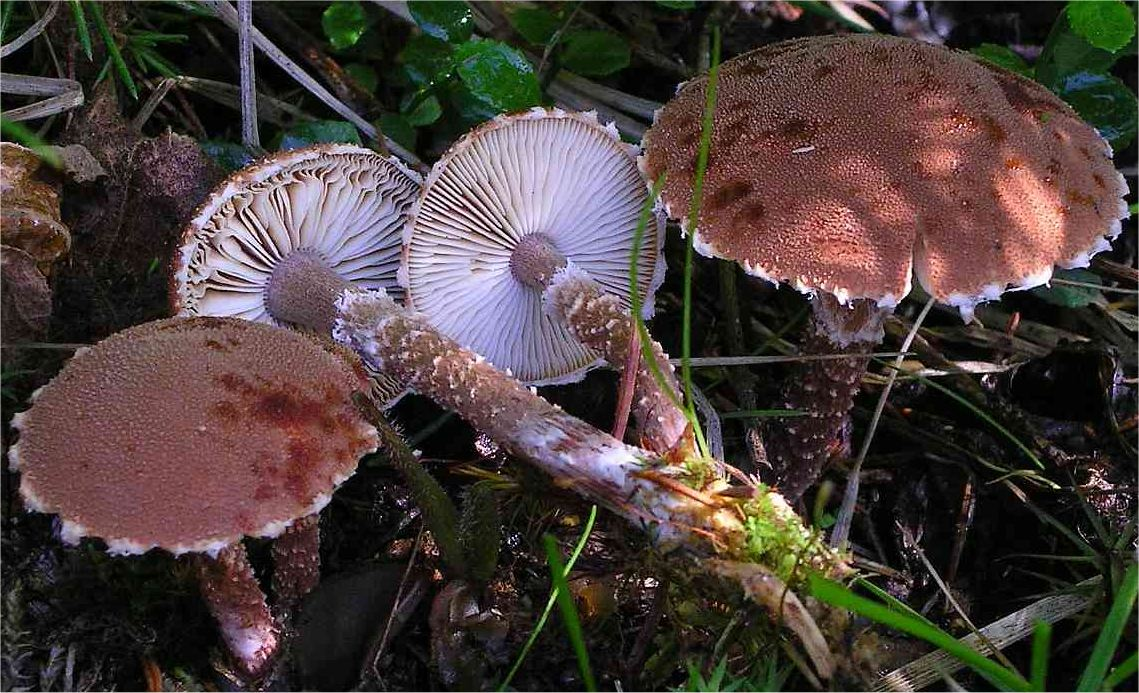
!Cystoderma superbum!

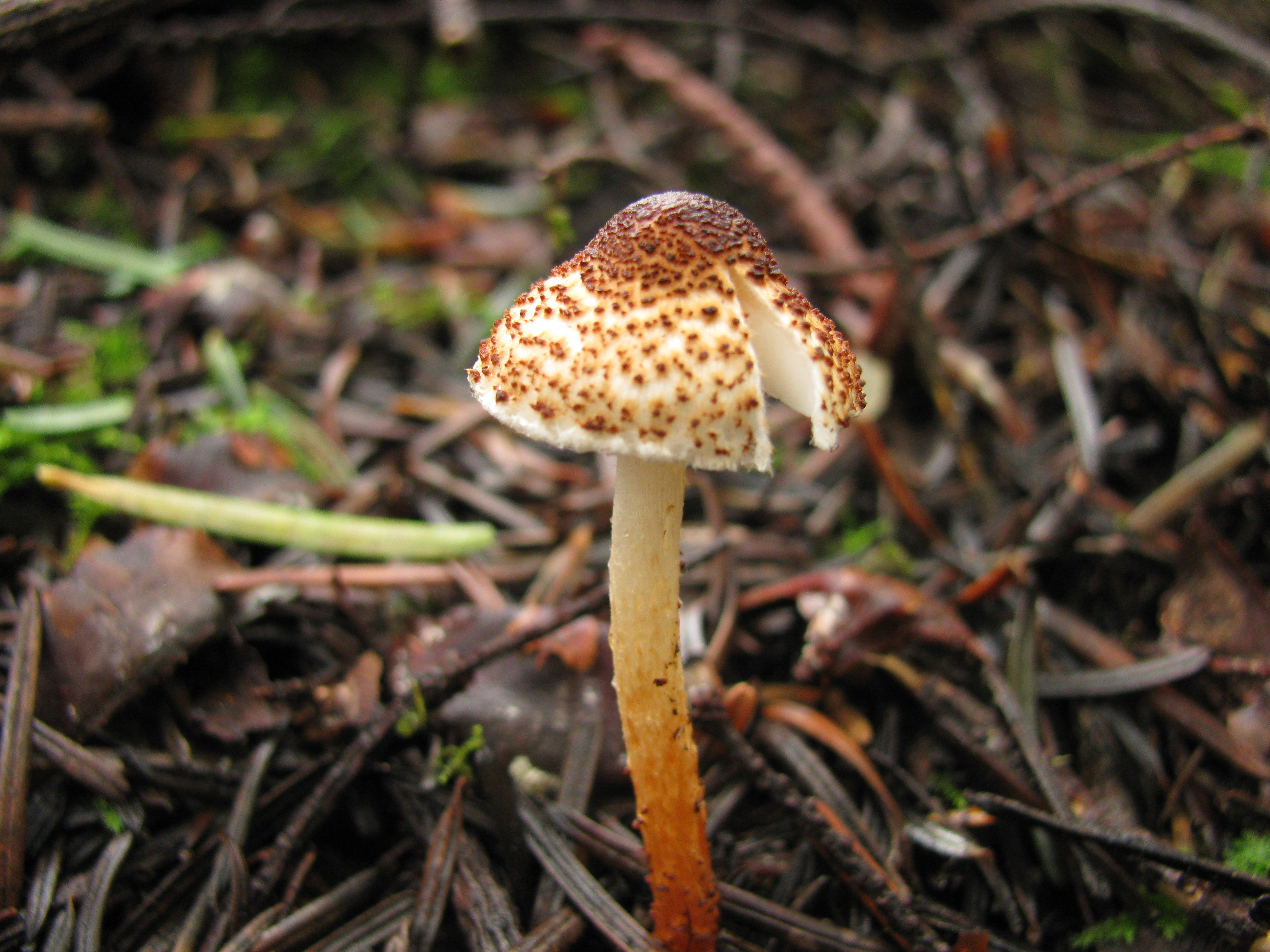
!!!Lepiota castanea!!!
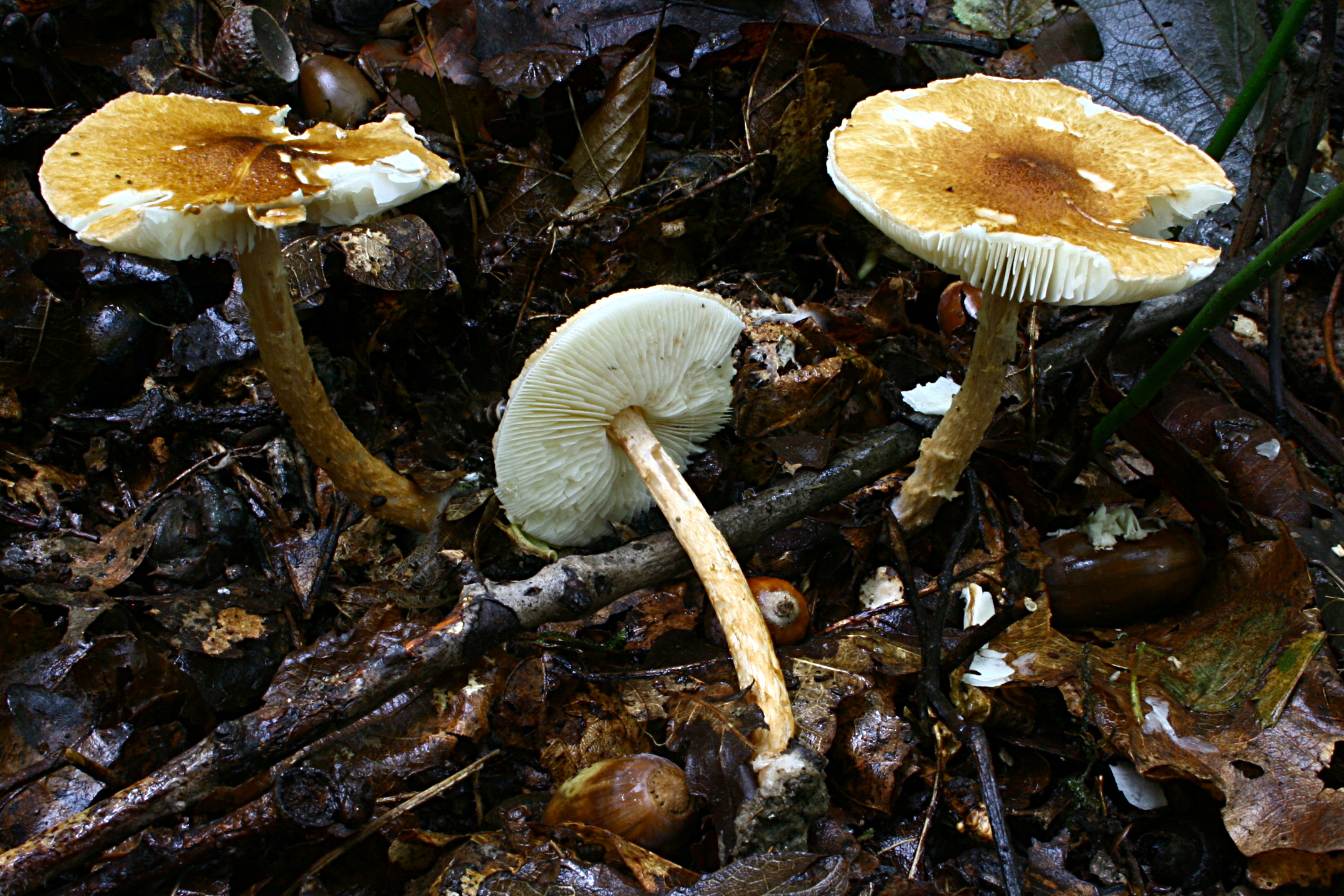
!!Lepiota boudieri!!
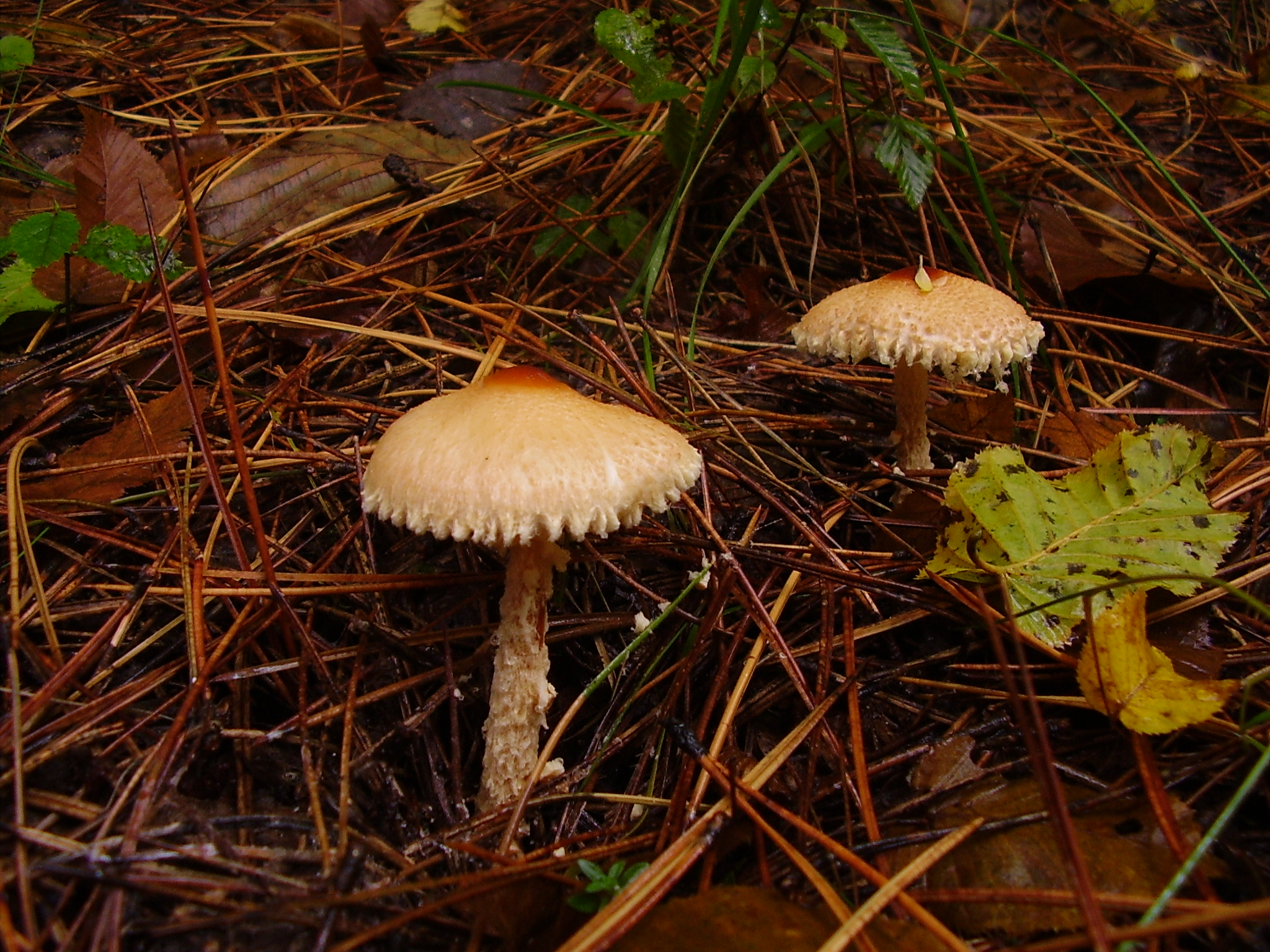
!!Lepiota clypeolaria!!
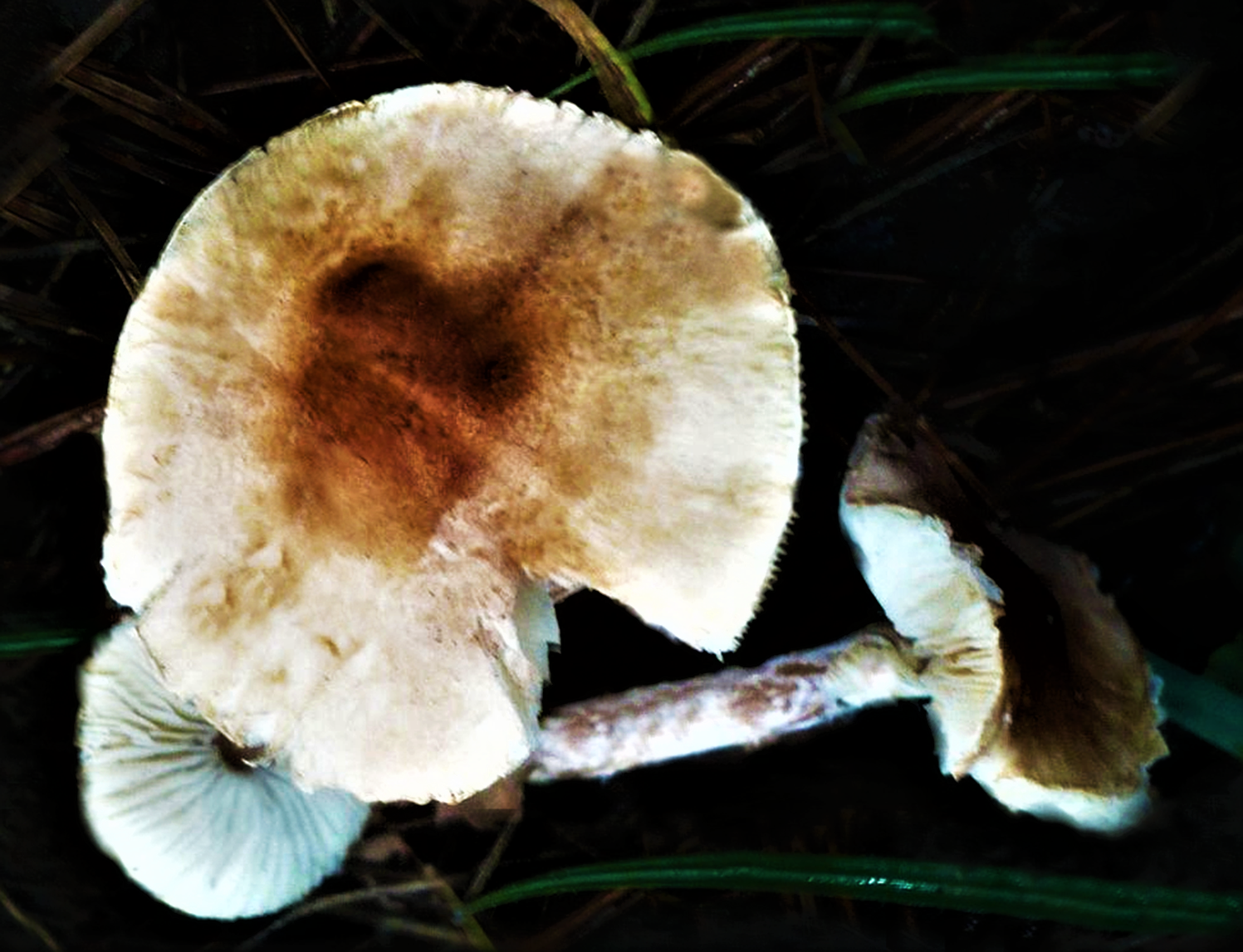
!!!Lepiota helveola!!!
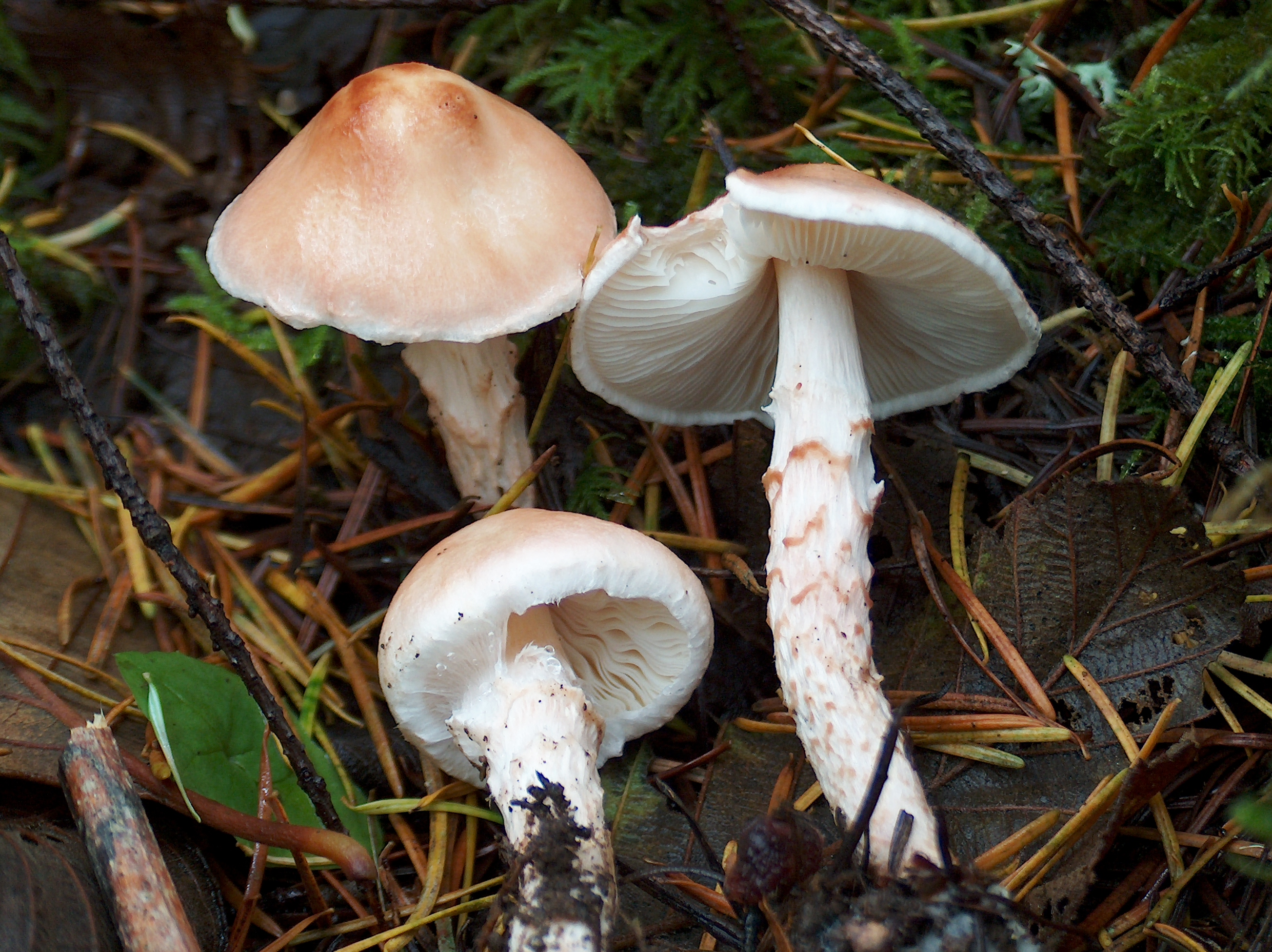
!!!Lepiota subincarnata!!!

## Valorificare
Deși comestibilă, ciuperca nu este de calitate superioară pentru bucătărie. Mai departe, pericolul de a o confunda cu specii otrăvitoare, în special de genul Lepiota, este foarte mare. De aceea, doar cunoscători ar trebui să o culeagă.